# Edwin Van Yurick Altamirano
Edwin Francisco Van Yurick Altamirano (Santiago, Chile, 30 de noviembre de 1953 - detenido desaparecido, 10 de julio de 1974) fue un estudiante de publicidad, militante del Movimiento de Izquierda Revolucionaria (MIR) y detenido desaparecido durante la dictadura militar. Tenía 20 años al momento de su detención. Detenido junto a su esposa, Bárbara Uribe quién también es detenida desaparecida. Sus nombres forman parte de la Operación Colombo.    

## Un joven matrimonio es detenido por la DINA
Edwin Van Yurick Altamirano y su cónyuge Bárbara Uribe Tamblay, ambos militantes del MIR, fueron detenidos el 10 de julio de 1974 por efectivos de la Dirección de Inteligencia Nacional DINA, encabezados por Osvaldo Romo Mena, fecha desde la cual se encuentran desaparecidos.  Los afectados vivían en un domicilio en la comuna de Ñuñoa, desde donde Edwin fue detenido.  Bárbara Uribe, en tanto, preocupada por la desaparición de su cónyuge, regresó a la casa cerca de las 19:00 horas. Una hora después, aproximadamente a las 20:00 horas, llegó hasta el domicilio grupo de cuatro sujetos, todos los cuales se movilizaban en una camioneta que la detuvieron. Su hermano Cristián Van Yurick, también fue detenido. Fueron conducidos al recinto de detención y torturas de la DINA ubicado en calle Londres 38. Quienes participaron de los interrogatorios eran Osvaldo Romo Mena; Basclay Zapata, alias "El Troglo", y Miguel Krassnoff, Marcelo Moren Brito, a quien llamaban "el ronco". Relata Cristián que también fue interrogado y maltratado en conjunto con su hermano Edwin en Londres 38 y en Villa Grimaldi donde fueron trasladados un mes después. Después de septiembre o los primeros días de octubre de 1974, Cristián Van Yurick no supo más de su hermano ni de su cuñada, en tanto él continuó detenido hasta diciembre de 1976, fecha en que fue expulsado del país rumbo a Inglaterra.  Los agentes de la DINA concurrieron en reiteradas ocasiones a la casa de los padres de Edwin, la primera el 13 de julio, oportunidad en que fue allanada; quien hacía de jefe les indicó que sus hijos se encontraban detenidos, al igual que su nuera Bárbara.

## Operación Colombo
Meses después de la detención y desaparición del matrimonio de Bárbara y Edwin, sus nombres fueron incluidos en la nómina que publicó el diario brasileño "O'DIA" y la revista argentina “VEA”, que reprodujeron medios nacionales el 25 de julio de 1974, dando cuenta de supuestos enfrentamientos y en los cuales habrían muerto 119 chilenos. Ambas publicaciones fueron un montaje, los nombres que componían esta lista, corresponden todos a personas que fueron detenidas por la dictadura y que continúan desaparecidas. Bárbara y Edwin fueron parte del listado de 119 chilenos que son aparecieron en el montaje comunicacional denominado Operación Colombo.

## Proceso judicial en dictadura
El 16 de julio de 1974, la madre de los hermanos Van Yurick, Ruth Altamirano, interpuso un recurso de amparo en favor de sus hijos Edwin y Cristián y de su nuera Bárbara Uribe Tamblay, ante la Corte de Apelaciones de Santiago, rol 752-74. La Corte ofició de inmediato a los Ministerios de Interior y de Defensa, solicitando información respecto de lo denunciado. Tres meses después en octubre llegó al Tribunal una respuesta del Ministro del Interior, General César Raúl Benavides, señalando que no tiene antecedentes de la detención de los afectados y que esa Secretaría de Estado no ha dictado alguna orden que los afecte.  En el intertanto, el 24 de octubre, la señora Altamirano entregó un "Téngase Presente" a la Corte informando que su hijo Cristián había sido trasladado al Campamento Tres Álamos, donde había podido verlo. Asimismo, informa al Tribunal que Edwin y Bárbara figuraban en la lista de detenidos de SENDET, sin antecedentes respecto del lugar donde se encontraban, por lo que presume que estaban a disposición de la DINA. El 8 de noviembre, el General de Ejército Sergio Arellano Stark, Jefe de Zona en Estado de Sitio, informó que Cristián Van Yurick se encontraba detenido en Tres Álamos. El 6 de enero de 1975, la señora Altamirano volvió a presentar un escrito a la Corte dando cuenta que su hijo Cristián había sido trasladado ahora al Campamento de Prisioneros de Ritoque. El 24 de enero, nuevamente se entregaron nuevos antecedentes a la Corte que establecían la veracidad de la detención de Edwin Van Yurick y su cónyuge Bárbara Uribe. Entre estos, una copia de la nota enviada por el Ministerio de Relaciones Exteriores de Chile a la Embajada de Gran Bretaña, donde se reconoce la detención de los tres afectados.  En tanto, el director de la Secretaría de Derechos Humanos del Ministerio de Relaciones Exteriores, Javier Illanes Fernández, informó a la Corte que la respuesta dada a la Embajada de Gran Bretaña un año antes, respecto de que los tres afectados estaban detenidos, se había debido a un "lamentable error" de un funcionario. De este amparo se tienen antecedentes sólo hasta fines de julio de 1975, pero se presume que fue rechazado.

## Informe Rettig
Familiares de Bárbara y Edwin presentaron su testimonio ante la Comisión Rettig, Comisión de Verdad que tuvo la misión de calificar casos de detenidos desaparecidos y ejecutados durante la dictadura. Sobre el caso de Bárbara y Edwin, el Informe Rettig señaló que:

“El 10 de julio de 1974 fueron detenidos en distintos lugares de Santiago los cónyuges Bárbara URIBE TAMBLAY y Edwin Francisco VAN JURICK ALTAMIRANO, junto con un hermano de éste último, Cristián Van Jurick, todos militantes del MIR. Los agentes que los detienen declararon pertenecer a la DINA y realizaron varias visitas a la familia en los días posteriores, en algunas de ellas trayendo consigo a uno de los detenidos.
En agosto de 1974, ante una solicitud de la embajada Británica, el Ministerio de Relaciones Exteriores informó que Edwin Francisco Van Jurick y Bárbara Uribe se encontraban bajo arresto preventivo para una investigación, y que su estado de salud era plenamente normal. Con posterioridad, ante una consulta de la Corte de Apelaciones de Santiago, el propio Ministerio de Relaciones Exteriores señaló que la información entregada se trató de un «lamentable error».  Salvo el antecedente referido, las tres detenciones fueron permanentemente negadas por las autoridades hasta enero de 1975, en que se reconoció la detención de Cristián Van Jurick en el recinto de Ritoque, donde permanecía en libre plática.
Hay varios testimonios de la permanencia del matrimonio Van Jurick-Uribe en el recinto de Londres 38 en los días posteriores a su detención, así como de su traslado a Cuatro Álamos, lugar del que desaparecieron, mientras estaban en poder de la DINA.
La Comisión está convencida que ambos fueron objeto de violación a sus derechos humanos por agentes estatales, quienes los hicieron desaparecer”.

## Proceso judicial en democracia
Luego de la detención de Pinochet en Londres, junto con la interposición de las querellas contra Pinochet se activaron los juicios de derechos humanos. El caso de Bárbara y Edwin fue investigado por el ministro Jorge Zepeda. El magistrado dictó sentencia en caso del matrimonio el 16 de noviembre de 2015, condenando a los efectivos de la DINA que participaron en la detención del matrimonio. El magistrado condenó por el delito de secuestro calificado a los exagentes de la DINA: Miguel Krassnoff y Basclay Zapata Reyes, ambos en calidad de autores del delito, condenados a 10 años de prisión, sin beneficios. Además, el exagente  Ricardo Lawrence Mires fue condenado a 5 años de prisión por su participación, en calidad de cómplice. En la sentencia el ministro señaló que Bárbara fue detenida por los agentes de la DINA el 10 de julio de 1974, que fue objeto de torturas en el recinto de calle Londres 38. Posteriormente fue llevada a Cuatro Álamos, lugar donde se pierde su rastro hasta la fecha.
En segunda instancia la Corte de Apelaciones de Santiago confirmó las penas dictadas en primera instancia por el juez Jorge Zepeda contra los agentes de la DINA involucrados en el secuestro de Bárbara. Se condenó a penas de 10 años de presidio efectivo, en calidad de autores del delito, a los agentes: Miguel Krassnoff, Nelson Paz Bustamante y César Manríquez Bravo, estos últimos dos habían sido absueltos en primera instancia. También fue confirmada la condena de 5 años de prisión al exagente Ricardo Lawrence Mires, en calidad de cómplice. 
La Corte Suprema, el 19 de septiembre de 2019, condenó en un fallo definitivo a los exagentes de la DINA a penas de prisión por el secuestro calificado de Bárbara y Edwin. El máximo tribunal, confirmó las condenas de penas de 10 años de prisión efectiva, en calidad de autores del delito, a los exagentes de la DINA: Miguel Krassnoff, Nelson Paz Bustamante y César Manríquez Bravo. Además se confirmó la condena al exagente DINA Ricardo Lawrence Mires a 5 años de prisión por su participación, en calidad de cómplice.